# Villargoix
Villargoix ist eine französische Gemeinde mit 144 Einwohnern (Stand: 1. Januar 2022) im Département Côte-d’Or in der Region Bourgogne-Franche-Comté (vor 2016: Burgund). Sie gehört zum Arrondissement Montbard und ist Mitglied im Gemeindeverband Communauté de communes de Saulieu-Morvan. Die Einwohner werden Villargosiens und Villargosienens genannt.

## Geografie

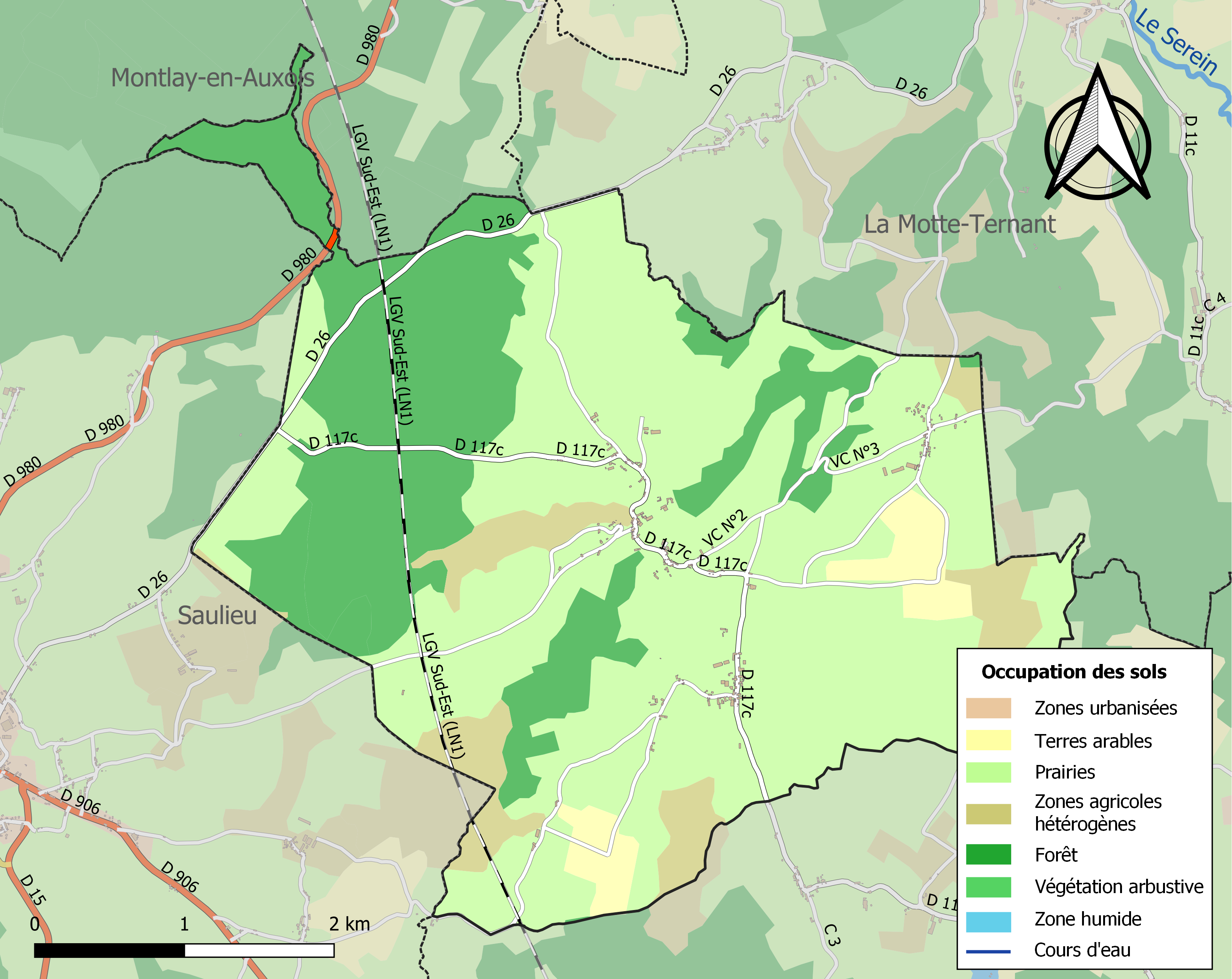
Bodennutzung, Hydrografie und Infrastruktur der Gemeinde (2018)

Villargoix liegt im Granitmassiv Morvan, etwa fünf Kilometer östlich von Saulieu und etwa 56 Kilometer westlich von Dijon. Die Gemeinde befindet sich im Regionalen Naturpark Morvan im Einzugsgebiet der Seine. Die Baigne, ein Nebenfluss des Serein, durchquert das Gebiet der Gemeinde zusammen mit ihren Nebenflüssen, dem Ruisseau des Cornes, dem Ruisseau de Saulieu und dem Brazon.
Das Gebiet von Villargoix ist Teil des Natura 2000-Schutzgebiets „Milieux humides, forêts, pelouses et habitats à Chauves-souris du Morvan“ (FR2600987) und von vier ZNIEFF-Naturzonen. 71,7 % der Fläche der Gemeinde werden landwirtschaftlich genutzt (Grünland oder Kulturboden), gut ein Viertel ist bewaldet, vor allem im Westen.
Umgeben wird Villargoix von den vier Nachbargemeinden:
|         | Montlay-en-Auxois                           |                  |
| Saulieu | Kompassrose, die auf Nachbargemeinden zeigt | La Motte-Ternant |
|         | Thoisy-la-Berchère                          |                  |

## Einwohnerentwicklung
Zu Beginn des 19. Jahrhunderts stieg die Einwohnerzahl auf einen Höchststand von 710. In der Folgezeit sank die Größe der Gemeinde bei kurzen Erholungsphasen, ein Trend, der bis heute anhält.
| Villargoixe: Einwohnerzahlen von 1793 bis 2020                                                                             | Villargoixe: Einwohnerzahlen von 1793 bis 2020 | Villargoixe: Einwohnerzahlen von 1793 bis 2020 | Villargoixe: Einwohnerzahlen von 1793 bis 2020 | Villargoixe: Einwohnerzahlen von 1793 bis 2020 |
| --- | ---------------------------------------------- | ---------------------------------------------- | ---------------------------------------------- | ---------------------------------------------- |
| Jahr |                                                |                                                |                                                | Einwohner                                      |
| 1793 | 1793                                           |                                                | 659                                            | 659                                            |
| 1800 | 1800                                           |                                                | 562                                            | 562                                            |
| 1806 | 1806                                           |                                                | 710                                            | 710                                            |
| 1821 | 1821                                           |                                                | 699                                            | 699                                            |
| 1836 | 1836                                           |                                                | 647                                            | 647                                            |
| 1841 | 1841                                           |                                                | 692                                            | 692                                            |
| 1846 | 1846                                           |                                                | 570                                            | 570                                            |
| 1851 | 1851                                           |                                                | 552                                            | 552                                            |
| 1856 | 1856                                           |                                                | 503                                            | 503                                            |
| 1861 | 1861                                           |                                                | 473                                            | 473                                            |
| 1866 | 1866                                           |                                                | 483                                            | 483                                            |
| 1872 | 1872                                           |                                                | 451                                            | 451                                            |
| 1876 | 1876                                           |                                                | 451                                            | 451                                            |
| 1881 | 1881                                           |                                                | 457                                            | 457                                            |
| 1886 | 1886                                           |                                                | 408                                            | 408                                            |
| 1891 | 1891                                           |                                                | 394                                            | 394                                            |
| 1896 | 1896                                           |                                                | 384                                            | 384                                            |
| 1901 | 1901                                           |                                                | 372                                            | 372                                            |
| 1906 | 1906                                           |                                                | 365                                            | 365                                            |
| 1911 | 1911                                           |                                                | 312                                            | 312                                            |
| 1921 | 1921                                           |                                                | 276                                            | 276                                            |
| 1926 | 1926                                           |                                                | 289                                            | 289                                            |
| 1931 | 1931                                           |                                                | 301                                            | 301                                            |
| 1936 | 1936                                           |                                                | 274                                            | 274                                            |
| 1946 | 1946                                           |                                                | 282                                            | 282                                            |
| 1954 | 1954                                           |                                                | 230                                            | 230                                            |
| 1962 | 1962                                           |                                                | 246                                            | 246                                            |
| 1968 | 1968                                           |                                                | 226                                            | 226                                            |
| 1975 | 1975                                           |                                                | 187                                            | 187                                            |
| 1982 | 1982                                           |                                                | 171                                            | 171                                            |
| 1990 | 1990                                           |                                                | 177                                            | 177                                            |
| 1999 | 1999                                           |                                                | 173                                            | 173                                            |
| 2006 | 2006                                           |                                                | 171                                            | 171                                            |
| 2013 | 2013                                           |                                                | 154                                            | 154                                            |
| 2020 | 2020                                           |                                                | 137                                            | 137                                            |
| Quelle(n): EHESS/Cassini bis 1999, INSEE ab 2006 Anmerkung(en): Ab 1962 offizielle Zahlen ohne Einwohner mit Zweitwohnsitz |                                                |                                                |                                                |                                                |

## Sehenswürdigkeiten

### Pfarrkirche Saint-Grégoire

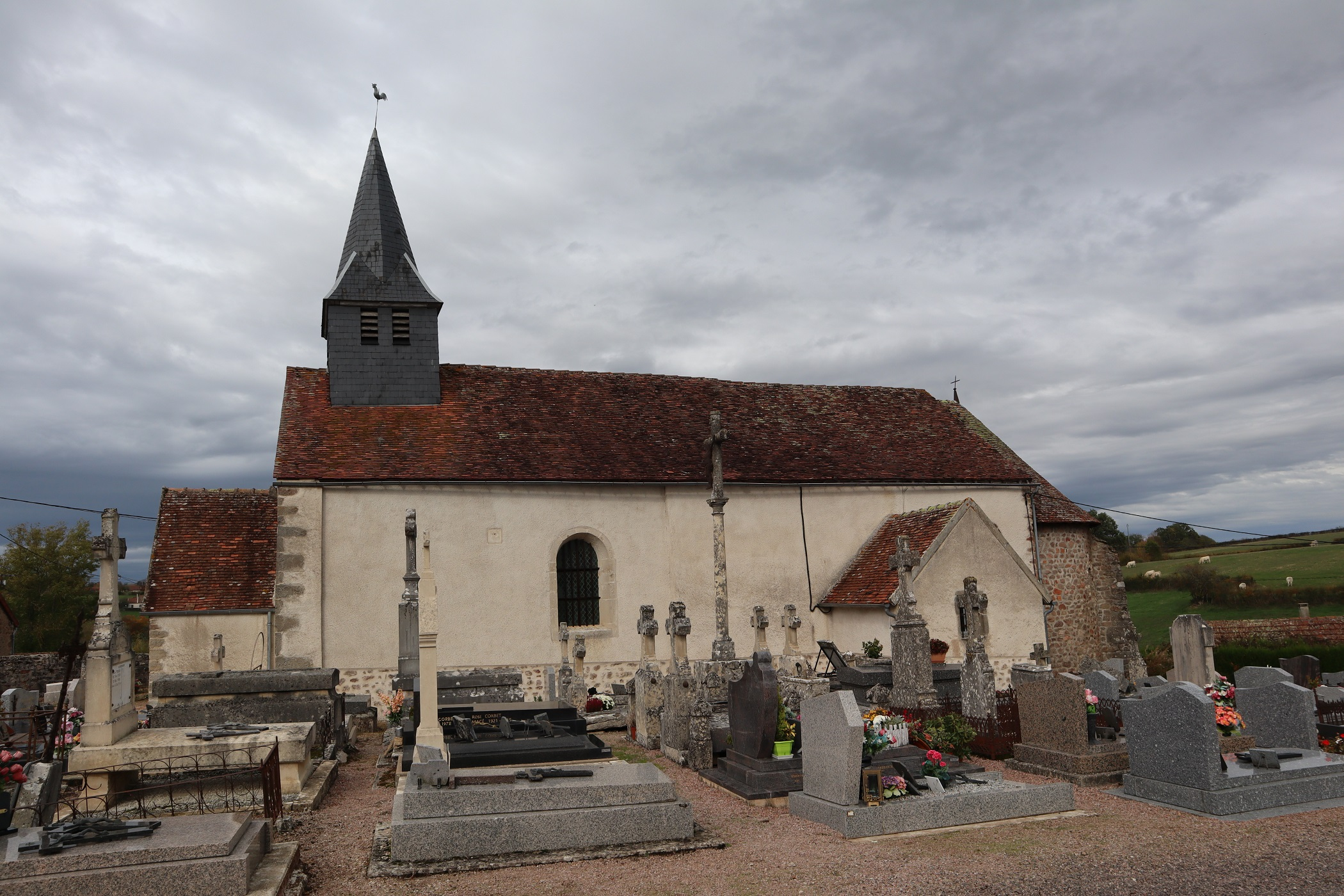
Kirche St. Gregor

Sie wurde im 12. Jahrhundert auf einem Granitfelsen errichtet. Im Gegensatz zum restlichen Gebäude ist die romanische halbrunde Apsis außen nicht verputzt. Der Glockenturm ist aus Holz gebaut und ist mit Schiefer gedeckt. Sie besitzt eine Seitenkapelle, die den früheren Grundherren vorbehalten war.

### Schloss Villargoix
Die frühere Burg von Villargoix wurde vermutlich im 13. Jahrhundert von der Familie Mineure errichtet. Diese Länderei wurde über eine Heirat an die Familie Sivry übertragen, die die Ursprünge des heutigen Schlosses am Ende des 15. oder zu Beginn des 16. Jahrhunderts am Fuß der Burg erbauen ließ. Das Anwesen blieb in der Familie bis zum Verkauf an einen Bürger von Saulieu im Jahre 1550, kam 1621 aber wieder an die Familie Sivry über Antoinette de La Plume, Witwe von Guy de Sivry wieder zurück. Ihr Enkel Roger de Balathier erbte das Schloss im Jahre 1663 und es blieb in den Händen seiner Nachkommen bis zum Ende des 18. Jahrhunderts. Im Jahre 1788 gehörte es Regnault-César-Louis de Choiseul, Herzog von Praslin und Pair von Frankreich, Marschall der königlichen Armee. Im Jahre 1869 wurden beachtliche Ruinen eines Schlosses und Überreste einer gallorömischen Villa erwähnt. Im Jahre 1900 wurde die Kurtine an der Südseite abgerissen.
Heute ist das Schloss ein Festes Haus mit drei Gebäuden, die sich um einen nach Süden offenen Innenhof gruppieren. Ein Hoftor mit Zugbrücke unter einem Turm am östlichen Trakt erlaubt den Zugang. Drei Schießscharten dienten zur Verteidigung dieses Zugangs. Der Innenhof wird durch das zweistöckige nördliche Gebäude geprägt. Der östliche Trakt ist jedoch der älteste. Er wird an seiner Nordecke von einem Treppenturm flankiert, der mit drei Schießscharten für Kanonen, zwei weitere Schießscharten und einem Wehrerker aus Holz über dem Sturz aus Stein und Konsolen über seinem Eingang bewehrt ist. Der Burggraben, der das Schloss umsäumte, verläuft heute nicht mehr an der Nordseite, wo ein Felsabbruch seine Breite verkleinerte. Nordwestlich des Schlosses sind die Ruinen eines runden Turmes zu erkennen, der über einen Bogen mit dem nordwestlichen Eckturm verbunden war. Westlich des Schlosses wurde ein großflächiger Vorhof heute in einen Bauernhof umgewandelt, den eine Mauer umsäumt und mit einem Eckturm an der Südwestseite versehen ist. Das Schloss befindet sich in Privatbesitz und ist nicht zu besichtigen.

## Wirtschaft und Infrastruktur

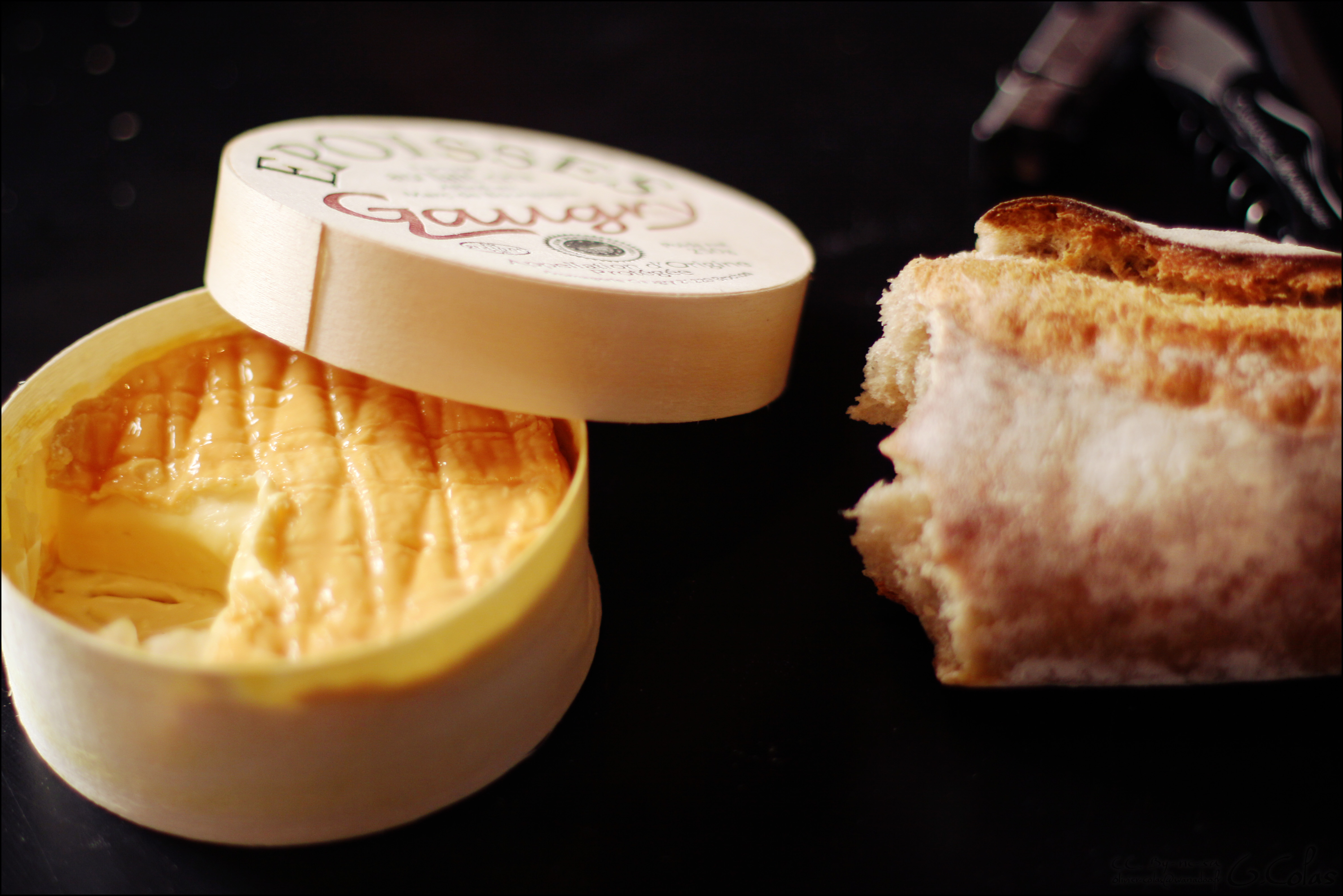
Époisses-Käse in seiner typischen Holzschachtel

Villargoix liegt in der Zone AOC des Époisses, eines Weichkäses aus Kuhmilch.

## Verkehr
Villargoix ist erreichbar über die Routes départementales 26, 117C und 980, die ehemalige Route nationale 80.
Die Schnellfahrstrecke LGV Sud-Est von Paris nach Lyon durchquert das Gemeindegebiet ohne Haltepunkt. Nächster Bahnhof ist der Bahnhof Le Creusot TGV.